# Chromis iomelas
Chromis iomelas és una espècie de peix de la família dels pomacèntrids i de l'ordre dels perciformes.

## Morfologia
Els mascles poden assolir els 8 cm de longitud total.

## Distribució geogràfica
Es troba des de la Gran Barrera de Corall i el nord de Nova Guinea fins a Samoa i les Illes de la Societat.